# Liste der Brücken in Berlin/O

## Erläuterung
- (Musterbrücke) = in Klammern gesetzt: namenlose Brücken.
- Musterbrücke = kursiv gesetzt: ehemalige Brücken. (Siehe ausführlich: Aufbau der Listen)

## O
| Fotografie                                    | Name der Brücke                             | Ortsteil                   | Anmerkungen | Lage   |
| --------------------------------------------- | ------------------------------------------- | -------------------------- | --- | ------ |
|                                               | Oberbaumbrücke                              | Friedrichshain / Kreuzberg | Die Oberbaumbrücke verbindet die Ortsteile des Bezirks Friedrichshain-Kreuzberg über die Spree und liegt zwischen der Elsenbrücke und der Schillingbrücke. Sie ist das Wahrzeichen des Bezirks Friedrichshain-Kreuzberg. | Karten |
|                                               | Obere Freiarchenbrücke                      | Kreuzberg / Alt-Treptow    | Die denkmalgeschützte Brücke führt an der Oberschleuse des Landwehrkanals über den Flutgraben zur Lohmühleninsel. Gemeinsam mit der benachbarten Schlesischen Brücke verbindet sie im Straßenzug Schlesische Straße/Vor dem Schlesischen Tor/Puschkinallee Kreuzberg mit Treptow. Die Vorgängerbrücke war 1852 aus Holz errichtet worden, die heutige eiserne Brücke entstand 1893/94 nach Plänen von Otto Stahn und Zander. In den Pfeilern sind wasserseitig je zwei Reliefs eingelassen. Arche ist eine Altdeutsche Bezeichnung für Schleuse (aus lat. Arche = in etwa schiffähnlicher Kasten). | Karten |
| Oberhavelsteg                                 | Oberhavelsteg                               | Hakenfelde                 | Der Oberhavelsteg ist eine Fuß- und Radwegbrücke über den Teufelsseekanal. Die 1991 fertiggestellte Zügelgurtbrücke hat eine Länge von rund 125 Metern und ist an zwei H-Pylons eingehängt. Das stählerne Bauwerk ist barrierefrei und verfügt über großzügige Rampen. Der Steg ist Teil des Radfernwegs Berlin–Kopenhagen, der hier wiederum Teil des Havelradwegs ist, ferner Teil der Königin-Luisen-Route und des Havelseenwegs, dem Wanderweg 12 der 20 grünen Hauptwege Berlins. Der Kanal war der Löschhafen für die Kohleversorgung des ehemaligen Kraftwerkes Oberhavel. | Karten |
|                                               | Oberlandstraßenbrücke                       | Tempelhof                  | Die Oberlandstraße überquert mit einer Brücke die Neukölln-Mittenwalder Eisenbahn. | Karten |
|                                               | Oderstraßenbrücke                           | Neukölln                   | Die Oderstraßenbrücke führt die Oderstraße über die Ringbahn und die Neukölln-Mittenwalder Eisenbahn. Sie liegt südöstlich des Werner-Seelenbinder-Sportparks Neukölln auf der Grenze zu Tempelhof und führt zur Silberstein-/ Oberlandstraße. Die zweiteilige Bogenbrücke besteht aus massivem Ziegelmauerwerk und hat im Mittelpfeiler weitere kleinere Bogensegmente; die Bögen liegen unter der zweispurigen Fahrbahn. Sie verfügt über Gehsteige und Radwege. | Karten |
|                                               | Olga-Tschechowa-Straßenbrücke               | Haselhorst                 | Die Olga-Tschechowa-Straßenbrücke führt über den östlichen Abzugsgraben. | Karten |
| Olympische Brücke                             | Olympische Brücke                           | Westend                    | Die Olympische Brücke führt die Olympische Straße über die Ruhlebener Verbindungsbahn. | Karten |
|                                               | Onkel-Tom-Straßen-Brücke                    | Zehlendorf                 | Die Onkel-Tom-Straßen-Brücke führt die Onkel-Tom-Straße über die in einem Einschnitt verlaufende Trasse der U-Bahn-Linie U3. Von der Brücke besteht ein Zugang zum U-Bahnhof Onkel Toms Hütte. Die Brückenfronten sind mit roten Klinkersteinen verkleidet. Der Name erinnert an den Roman Uncle Tom’s Cabin, den Harriet Beecher Stowe 1853 aus Protest gegen die Sklaverei schrieb. In Anlehnung an diesen Roman nannte man eine 1885 am ehemaligen Riemeistersee eröffnete Gaststätte (1979 abgerissen) so. Der erste Wirt des Lokals hieß Thomas; er hatte in seinem Biergarten Hütten als Witterungsschutz errichtet. Diese wurden Toms Hütten genannt. Da der Name von Beecher-Stowes Roman in aller Munde war, ist der Name Onkel Toms Hütte entstanden. | Karten |
| Wiederaufbau der zerstörten Oppenbrücke; 1950 | Oppenbrücke                                 | Adlershof / Altglienicke   | Die Brücke über den Teltowkanal wurde 1906 eingeweiht. Sie verband die beiden Berliner Vororte Adlershof und Alt-Glienicke. Benannt war sie nach Hans von Oppen, Amtsvorsteher in Adlershof und Mitglied der Teltow-Kanal-Baukommision. Unter der Brücke fuhr am Südufer die Treidelbahn des Kanals hindurch. Am Ende des Zweiten Weltkriegs wurde die Brücke zerstört, konnte jedoch gehoben und 1950 wieder eingeweiht werden. Bei dieser Gelegenheit erhielt sie den Namen Alt-Glienicker Brücke. | Karten |
|                                               | Oppen-Behelfs-Brücke                        | Adlershof / Altglienicke   | Hölzerne Behelfsbrücke neben der zerstörten Oppenbrücke 1946–1950 |        |
| Oranienbrücke, 1925                           | Oranienbrücke, auch Oranien-Waldemar-Brücke | Kreuzberg                  | Die Brücke war eine von ursprünglich elf Holzklappenbrücken über den zwischen 1841 und 1852 angelegten Luisenstädtischen Kanal. Sie führte den Straßenzug Oranienstraße / Dresdner Straße am Oranienplatz, dem Zentrum der historischen Luisenstadt. Zwischen 1903 und 1908 wurde sie als steinerne Bogenbrücke nach Entwürfen von Bruno Schmitz neu errichtet. Die Brücke diente auch den Straßenbahnlinien der Oranienstraße und der Dresdner Straße zur Kanalüberquerung. Über den Widerlagern schmückten vier Sphinxe die mit Muschelkalkstein verkleidete Konstruktion, sie trug steinerne Kandelaber im Jugendstil. Mit der Zuschüttung des Kanals ab 1926 und der Umwandlung des Kanalgrabens in eine Gartenanlage nach Plänen von Erwin Barth wurde die Brücke überflüssig und abgetragen. Wie die Straße trug die Brücke den Namen des niederländischen Fürstenhauses Oranien. Das Bild zeigt das Bauwerk im Jahr 1925. |        |
|                                               | Oraniendammbrücke                           | Waidmannslust              | Die Brücke führt den Oraniendamm über das Tegeler Fließ. | Karten |
|                                               | Osloer-Straßen-Brücke                       | Gesundbrunnen              | Die Osloer-Straßen-Brücke führt die Osloer Straße am OSZ Kommunikations-, Informations- und Medientechnik auf einer Breite von 52 Metern über die Panke. Die Länge der Brückenbögen beträgt 15,3 Meter. Sie wurde zwischen 1906 und 1908 als Bogenbrücke mit einfachem Stichbogengewölbe aus Ziegelsteinen erbaut. Bis 1938 hieß sie nach dem früheren Namen der norwegischen Hauptstadt Oslo Christianiabrücke. Über die Brücke führt der Wanderweg 5 (Nord-Süd-Weg) der 20 grünen Hauptwege Berlins. | Karten |
|                                               | Östlicher Parksteg                          | Niederschönhausen / Pankow | Der Östliche Parksteg ist eine Fußgängerbrücke über die Panke im Bürgerpark. | Karten |
|                                               | Ostpreußenbrücke                            | Charlottenburg / Westend   | Die Ostpreußenbrücke führt die Neue Kantstraße über die Stadtautobahn A 100 und die Ringbahn. Ein erstes Brückenbauwerk entstand 1928. Beim Ausbau der Stadtautobahn wurde sie 1959/60 als Spannbetonbrücke neu gebaut. Sie ist 93 Meter lan. Von der Brücke bestehen direkte Zugänge zum S-Bahnhof Messe Nord/ZOB. | Karten |